# Barbara Zdunk
Barbara Zdunk, née en 1769 près de Bartoszyce et exécutée le 21 août 1811 sur une colline à l'écart de Reszel, est une Polonaise condamnée comme pyromane et sorcière. Elle habitait la ville de Reszel (rattachée à l'époque à la Prusse sous le nom de Rößel). Elle pourrait avoir été la dernière personne en Europe à mourir sur le bûcher.

## Biographie
Barbara Urbana naît près de Bartoszyce, et quitte à l'âge de neuf ans le domicile familial pour travailler. Après un bref mariage avec un soldat nommé Zdunk, elle multiplie les aventures. Mère de plusieurs enfants illégitimes, elle vit en 1806 avec un ouvrier agricole de vingt-deux ans, Jakob Auster, de seize ans son cadet. Elle est par ailleurs connue pour son goût pour la magie.

## L'affaire
Dans la nuit du 16 au 17 septembre 1807 un terrible incendie ravage la ville de Rößel. Barbara Zdunk est accusée d'en être à l'origine. Arrêtée, elle est emprisonnée dans le château de Rößel. Elle y croupit quatre années, au cours desquelles ses geôliers vendent ses services sexuels, si bien qu'elle accouche en prison de deux enfants,,.
Malgré l'absence de preuve elle est reconnue coupable d'avoir provoqué l'incendie. Condamnée à être brûlée vive, elle meurt le 21 août 1811 étranglée par le bourreau juste avant qu'il n'allume le bûcher dressé sur une colline proche de la ville,. 
On considère aujourd'hui que les véritables incendiaires étaient des soldats polonais de l'armée napoléonienne. Aussi la véritable raison de la condamnation de Barbara Zdunk — confirmée par plusieurs juridictions d'appel, jusqu'au roi Frédéric-Guillaume III de Prusse lui-même — reste-t-elle incertaine : vengeance des autorités prussiennes contre le peuple polonais ? Concession à l'indignation du public ? Réprobation à l'égard de son mode de vie ?
À l'instar de la condamnation d'Anna Göldi en 1782, souvent tenue également pour une des dernières personnes exécutées pour sorcellerie en Europe, il est douteux que celle de Barbara Zdunk puisse être considérée comme le résultat d'un véritable procès en sorcellerie, qui n'était pas une infraction pénale en Prusse à l'époque.